# جاك دولان (سياسي)
جاك دولان هو سياسي أسترالي، ولد في 14 يونيو 1927، وتوفي في 29 يناير 1995. نشط حزبياً في حزب العمال الأسترالي. وقد انتخب عضو الجمعية التشريعية للإقليم الشمالي ‏.